# Cobaea
Cobaea es un género con 28 especies de plantas con flores perteneciente a la familia Polemoniaceae. 
Se hallan en América Central y América del Sur. Se compone de plantas herbáceass o medio leñosas perennes. 
Este género fue nombrado por Antonio José de Cavanilles (1791) en honor del botánico jesuita español Bernabé Cobo (1582, 1657), autor de la Historia del Nuevo Mundo.

## Especies seleccionadas
- Cobaea aequatoriensis Aspl.
- Cobaea aschersoniana Brand
- Cobaea biaurita Standl.
- Cobaea campanulata Hemsl.
- Cobaea flava Prather
- Cobaea gracilis (Oerst.) Hemsl.
- Cobaea hookeriana Standl.
- Cobaea macrostemma Pav. ex D.Don
- Cobaea penduliflora Hook.f.
- Cobaea scandens Cav.
- Cobaea triflora Donn.Sm.[1]